# José María Huarte Jáuregui
José María Huarte Jáuregui (Pamplona, 14 de junio de 1898-Madrid, 10 de febrero de 1969) fue un erudito, historiador, bibliófilo y archivero español especializado en temas de heráldica, genealogía y nobiliaria, además de marqués consorte de Valdeterrazo. Fue director del Archivo Real y General de Navarra y del Boletín de la Comisión de Monumentos Históricos y Artísticos de Navarra, además de vocal del Consejo de Cultura de Navarra. Fue también académico correspondiente de la Real Academia de la Historia y de la Real Academia de Bellas Artes de San Fernando.

## Biografía
Nacido en la calle Mayor de Pamplona, en el domicilio familiar, era hijo de Alberto Huarte Machín, director del Colegio Huarte Hermanos un colegio privado situado en el mismo edificio y que había fundado en 1845 los hermanos Francisco y José María Huarte Callis. Francisco, «que también fue presidente del Orfeón Pamplonés y de la Sociedad de Conciertos Santa Cecilia,» era el abuelo de José María. Su madre era María Jáuregui.  
Tenía, además, otros dos hermanos y una hermana. Uno era hermano de José Antonio Huarte Jáuregui (1892-1968), violinista. El otro hermano, Ángel Huarte Jáuregui (1914-1990), fue pelotari y luego profesor, además de Presidente del Tribunal Tutelar de Menores en Valladolid.
Recibió una educación exquisita además de continuar con la tradición familiar al estudiar Magisterio. Su interés por las Humanidades también le empujó a terminar los estudios de Filosofía y Letras, además de Derecho.
En 1921 ingresa como funcionario en el Archivo Real y General de Navarra donde ejerció de director (o archivero jefe) entre 1927 y 1936.
En 1936, con motivo de la Guerra civil española, «se incorporó como oficial al Ejército Nacional, pasando a ser Comandante Jefe de la plaza de Zarauz, cuando ésta fue tomada por las fuerzas nacionales.» En aquella ocasión conoció al pintor Ignacio Zuloaga que le haría un retrato con el uniforme militar.
Se casó con María Isabel González de Olañeta e Ibarreta, III marquesa de Valdeterrazo y viuda de Fernando de Orleans, duque de Montpensier.

## Obras
Publicó muchos artículos en diversas revistas como Vida Vasca, Boletín de la Comisión de Monumentos Históricos y Artísticos de Navarra, Euskalerriaren Alde, Pregón, etc.
- Nobiliario de Navarra. Nobleza ejecutoriada en los Tribunales Reales de Corte y Consejo de Navarra (1519-1832) (Madrid, 1923) junto con José de Rújula y Ochotorena. Es la edición de un manuscrito conservado en el Archivo General de Navarra que entre 1805 y 1807 recopiló Francisco Huarte recogiendo las sentencias de hidalguía dictadas por los Tribunales Reales de Navarra entre 1519 y 1805. A este manuscrito añadieron datos hasta 1832, tomados de los libros sobre Mercedes Reales, y lo completaron con unos índices onomásticos y toponímicos muy completos que permiten una consulta más ágil y sencilla. Es uno de los libros más solicitados entre los genealogistas.[6]

## Reconocimientos y homenajes
- Colegio José María Huarte.[7]